# John Neely (tennista)
John Crosby Neely (Chicago, 26 maggio 1872 – New York, 22 marzo 1941) è stato un tennista statunitense.
Disputò il torneo di singolare di tennis ai Giochi olimpici di Saint Louis 1904, in cui fu sconfitto nei quarti di finale dal connazionale e futura medaglia d'oro Beals Wright. Ha partecipato a diverse edizioni degli U.S. National Championships raggiungendo il terzo turno nel 1897.